# おまちしておりました!ご主人様!!
『おまちしておりました!ご主人様!!』は、モバイルファクトリーにより公開されていた恋愛シミュレーションゲーム。2015年4月23日配信開始。『おかえりなさいご主人様!!』シリーズ4作目で、初めて主人公も一新される。

## ゲームシステム

### ゲームの流れ
キャラクター6人の中から1人を選びチケットを消費しながらストーリーを進行させる。チケットは一定時間ごとに補充され、毎日ログインすることによって上限が最大8枚まで増える。ログインしないと最大チケット数が減る。
各キャラクターとも、ストーリー内のできごとをキャラクター側からの視点から描いた「裏話」が設定されている。裏話はコインを使うことで解除できる。

### おみくじ
1日6回のおみくじをひくことによりチップをためられる。ためたチップはガチャ、裏話のロック解除に使える。

### ガチャ
チップを使ってガチャができる。チケット補充アイテムや特別イラストなどを得られる。

## ストーリー
舞台は前編『おかわりいかが?ご主人様!!』から約2年後、大学生の主人公はたまたま開店したばかりのメイド喫茶「三毛猫」のチラシをもらい、そのままバイトとして採用されることになった。美人オーナーに捕まって働くことになったのは、女の子だらけの喫茶店!? 個性派ぞろいなメイドさんたち6人との、ドキドキ必至なバイト生活が幕を開ける！そして甘酸っぱい恋の予感も!

## 登場人物

### 主人公
大学2年生。20歳。メイド喫茶「三毛猫」唯一の男性従業員。ヒロインのことはそれぞれ、「愛」、「海未ちゃん」、「雛田」、「璃子さん」、「柊木さん（翠編で仲が進展してからは「翠」）」、「美月さん」と呼ぶ。また、璃子と美月に対しては敬語で話す。

### オーナー
メイド喫茶「黒猫」「白猫」「三毛猫」のオーナー。「三毛猫」は3店舗の中で最も新しい。容姿端麗で商才にもたけ、マネージメント能力も高い。仕事に関しては非常に厳しく、ときには無謀とも思える無理難題を吹っ掛けたり、主人公も幾度となく叱られる。しかし、人物観察眼にも長けており、体調の変化やヒロイン、あるいは主人公やヒロインの心身の変化にも敏感である。主人公の歓迎会のときに主人公が年齢を尋ねたとき「それは万死に値する質問だが？」と睨みをきかせたが、姉妹作『おかえりなさいご主人様!!R(Returns)』のプロフィールにて28歳と紹介されており、それから約3年経過している設定なので、31歳前後となる。

### マネージャー
オーナーが経営しているメイド喫茶3店舗を統括管理している、オーナーの右腕のような存在。一見頼りなさげだが、店舗内も良く見ており、かける言葉の内容やタイミングも的確。オーナーによれば、主人公は「貴様（マネージャー）に似た匂いを感じたから」採用したとのこと。顔や名前は出てこない。元「白猫」店長だった経歴から「おかえりなさいご主人様!!」、「おかわりいかが?ご主人様!!」の主人公と思われる。海未は今でも「店長さん」と呼ぶ。恋人は海未の姉で元「黒猫」バイトの山城雪希。

### ヒロイン
近衛　愛（このえ　あい）
22歳。小さい頃から一緒にすごした2歳年上の幼馴染み。ゲーム内ではときどき「バイト」と表現されることがあるが、バイトではなく『三毛猫』の正従業員である。主人公にとっては職場の先輩に当たり、ビシビシしごかれる。基本的にメイドとして働いているが、バリスタとしても修行しており、『白猫』の黒羽レオナに憧れている。酒が強く、いつもカラカラ笑いながらからかわれるが、レオナによれば愛がここまで心を開いている男性は主人公以外にはいないとのこと。
山城海未（やましろ　うみ）
高校2年生。17歳。元「黒猫」バイトでヒロインの1人だった山城雪希の一番近い（2歳下）妹。清楚可憐な女子高生だが、「三毛猫」開店前から姉・雪希の後を継いで「黒猫」で働いていた経験があり、最年少ながら「三毛猫」従業員の中で最もキャリアが長く、愛に「『三毛猫』のエース」と言わしめるほど。父を早くに亡くしたせいか大人の男性が苦手で、接客は問題ないが普段の会話では途端に人見知りになってしまう。あかりとは知り合った頃から意気投合し、大の親友。姉・雪希を非常に尊敬しているが、一方で自分は「山城雪希の妹」としか見てもらえていないのではというコンプレックスもかかえていた。
雛田あかり（ひなた　あかり）
大学2年生。20歳。主人公とは高校時代3年間同じクラス、席も隣同士で行動もよくともにしていた親友。あかりは友情以上の感情を抱いており、高校卒業式のときに告白するつもりだったが、勇気を出し切れなかった。このこともあり、主人公は長らく親友以上の感情は持っていなかった。卒業から1年後、全く偶然に『三毛猫』で再会することとなり、思い出の中に封じ込めようと思っていた主人公への想いが再燃することになる。
七海璃子（ななみ　りこ）
22歳の大学院生。思わせぶりな態度をとっては主人公の反応を面白がるある意味”最強”の女性。しかし、甘い美貌とは裏腹に、恋愛に対しては大変なリアリストであり、お金のない恋愛など成功するはずがないと信じて疑わない。ほんのわずかな誤解の交錯から主人公をそのような男性と思い込み、交際が始まるが、いつまでも突き通せるとはおもえない虚構の姿に愛や翠は心配する。
柊木　翠（ひいらぎ　みどり）
大学2年生。20歳。美月とは姉妹同然に育った幼馴染み。黒髪の美しい美人だが気が強い、いわゆるクールビューティ。もともとは『三毛猫』の常連客だったが、主人公が美月に近づくやどこからともなく竹刀を持ち出し、追いかけまわす。名前で呼ばれることを嫌い、翠編以外ではすべて「柊木さん」と呼んでいる。剣道と弓道をたしなむが、本人によれば趣味と呼べるのは弓道のほうで、剣道は必要に迫られて身につけたものだと言う。父親が警察官で、自身も警察官を目指している。厳格に育てられたが、父親は翠のような性格では彼氏がなかなかできないのではと心配していた。そこに主人公が翠を家に送る姿を目撃、彼氏ができたものと勘違いして大喜びする。父親を落胆させたくない二人は、そのまま恋人を演じることになる。
古閑美月（こが　みつき）
24歳。『三毛猫』の店長。いつもほんわかとした、癒し系の雰囲気を漂わせる。店長としての責任感は人一倍強く、しっかり者であるが、それゆえにあらゆる仕事を自分でこなそうとして無理がたたることもある。最年長ながら男女関係の機微にはうとく、やや天然気味のところもある。すでに亡くなった祖母が大好きで、祖母の営んでいたケーキ屋を誰よりも愛していた。このケーキ屋は小さいころから一緒に過ごした翠にとっても思い出の場所。一連のシリーズに出てくる大人の女性では珍しくお酒が弱い。